# The Pusher
«The Pusher» es una canción de rock escrita por Hoyt Axton, hecha popular en 1969 en la película Easy Rider donde utilizaron la versión de Steppenwolf para acompañar las escenas de apertura que muestran el tráfico de drogas.
La letra de la canción habla de la conversación entre un comerciante en fármacos como la marihuana —quien "te venderá muchos sueños dulces"— y un arribista de fármacos duros como la heroína— un monstruo que no se preocupa si vives o si mueres.

## Versiones
En 1967, The Sparrows grabaron una versión extendida de esta canción en vivo. Después en el año 1971, Hoyt Axton grabó una versión de esta canción, esta aparece en el disco Joy to the World.[cita requerida]